# Jelena Andrejewna Ossipowa

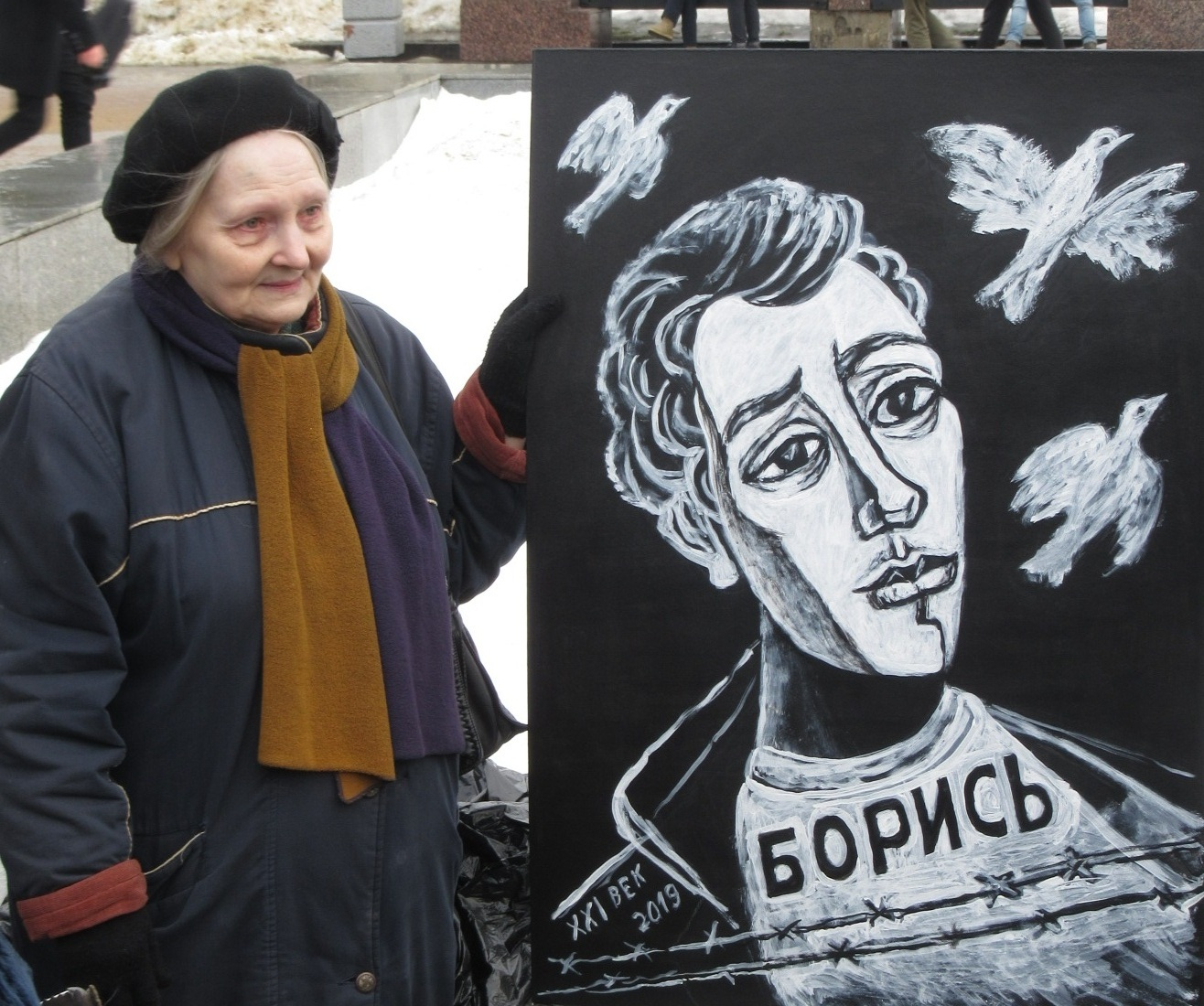
Jelena Ossipowa 2019 bei einem Protest anlässlich des vierten Jahrestages der Ermordung von Boris Nemzow

Jelena Andrejewna Ossipowa (russisch Елена Андреевна Осипова, wiss. Transliteration Elena Andreevna Osipova; * 1945 in St. Petersburg) ist eine russische Künstlerin, Kunstpädagogin und Aktivistin. Sie engagiert sich seit der Jahrtausendwende als Pazifistin, außerhalb Russlands wurde sie durch eine Verhaftung aufgrund von Protesten gegen den Russischen Überfall auf die Ukraine 2022 bekannt.

## Biographie

### Familiärer Hintergrund und Berufsleben
Ossipowas Eltern, ein Arzt und eine Krankenschwester, hatten sich während des Kriegsdienstes kennengelernt. Ihr Vater wurde bald nach ihrer Geburt zum Einsatz im Pazifikkrieg abkommandiert und starb in Japan, als Ossipowa neun Monate alt war. Sie wuchs in der Obhut ihrer Mutter und Großmutter in einer St. Petersburger Kommunalka auf, ihr Großvater war bereits während der Leningrader Blockade verstorben. Sie studierte an der Tawritscheskoja-Kunstschule (heute Roerich-Kunstschule) und wollte danach die Mukhina-Akademie (heute Staatliche Stieglitz-Akademie für Kunst und Design) besuchen. In dem von ihr angestrebten Studiengang für Monumentalgemälde waren jedoch keine Frauen zugelassen. Folglich betätigte Ossipowa sich rund 30 Jahre lang als Kunstpädagogin und war an der Gründung mehrerer Kunstschulen beteiligt. Neben ihrer pädagogischen Arbeit malte sie in einem Atelier des Jussupow-Palasts. Als Künstlerin schuf sie vor allem expressive Ansichten ihrer Heimatstadt. Jelena Ossipowa war Mutter eines Sohnes, der 2009 im Alter von 28 Jahren an Tuberkulose verstarb und ihr eine Enkelin hinterließ.

### Politisches Engagement

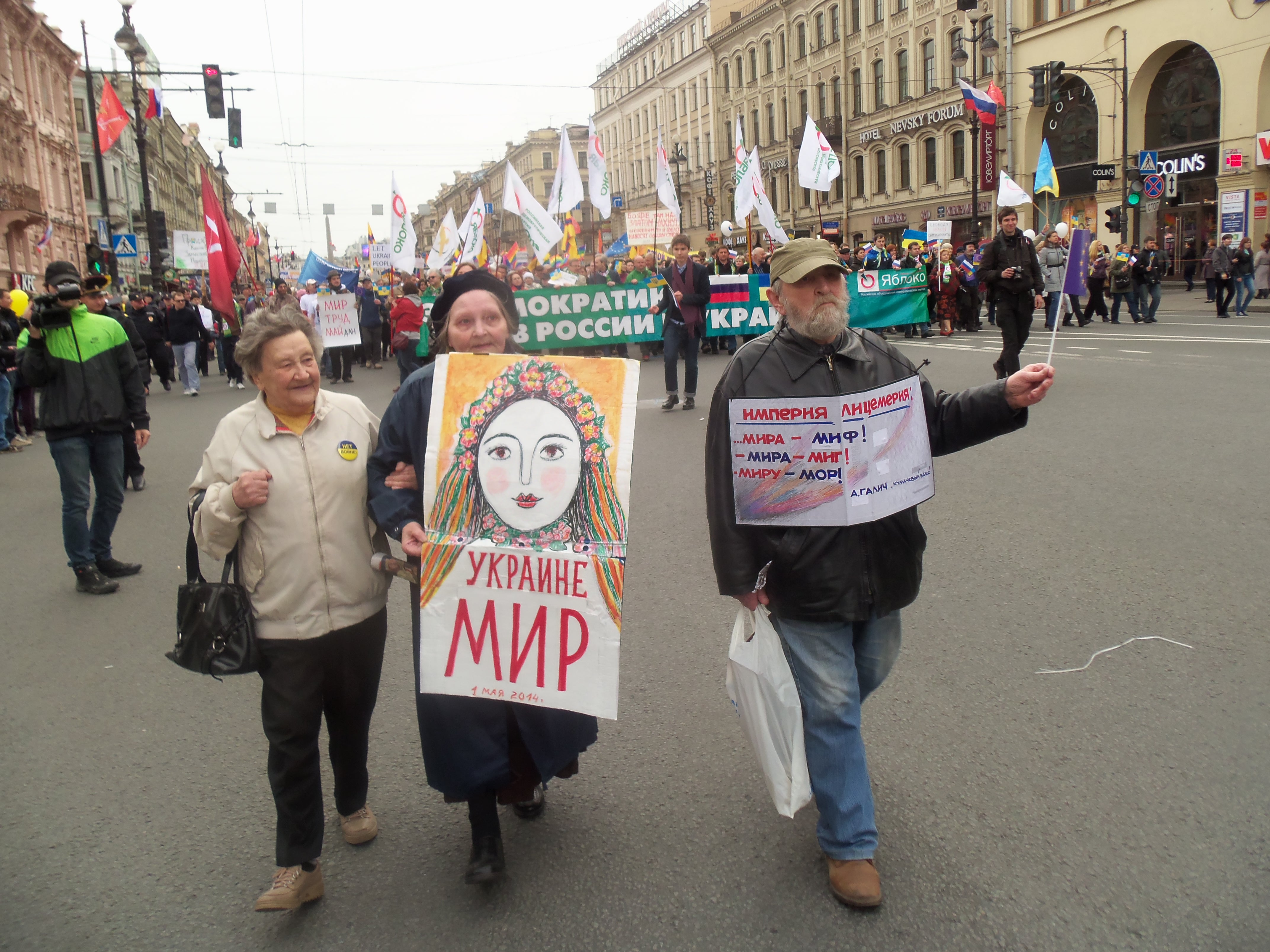
1. Mai 2014: Protest für Frieden mit der Ukraine nach der Annexion der Krim wenige Wochen zuvor

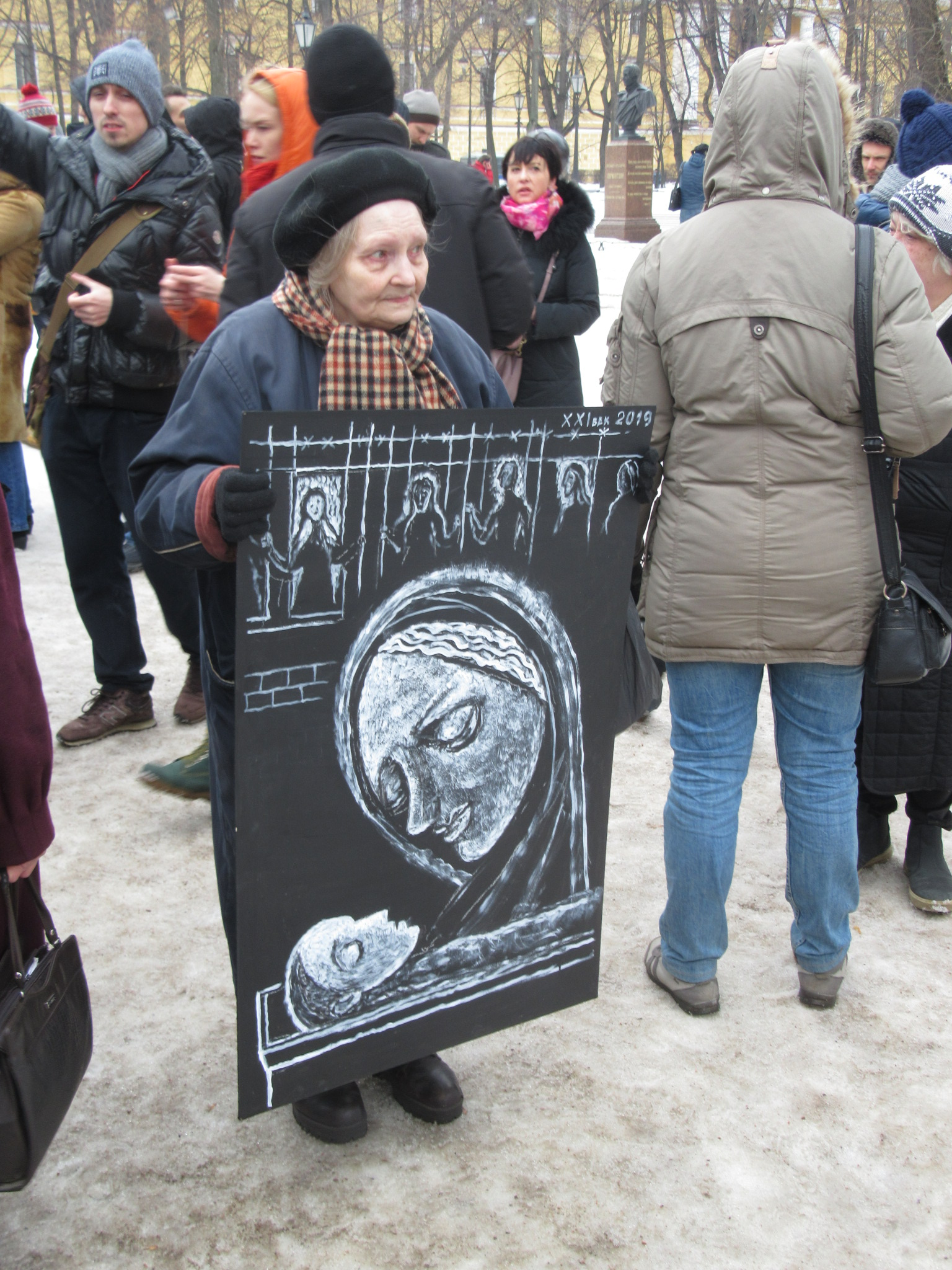
Jelena Ossipowa 2019 bei einer Protestaktion zur Unterstützung politischer Häftlinge

Ossipowas öffentliches Engagement wurde vor allem durch den Tschetschenienkrieg, die Geiselnahme im Moskauer Dubrowka-Theater und die Geiselnahme von Beslan ausgelöst. Sie begann, mit handgemalten Plakaten einerseits auf die Tragödien selbst und andererseits auf die mangelnde Reaktion der russischen Zivilgesellschaft hinzuweisen. Seither kommentieren ihre generell pazifistisch ausgerichteten Plakate Themen wie den Irakkrieg, den G20-Gipfel in Sankt Petersburg 2013 oder die russischen Bombardements im Syrischen Bürgerkrieg. Wegen ihrer Teilnahme an einem Protestmarsch von Das andere Russland gegen die Politik Wladimir Putins wurde Ossipowa 2007 erstmals verhaftet. Weitere Verhaftungen und Geldstrafen folgten im Lauf der folgenden Jahre aus unterschiedlichen Gründen, so etwa 2020 nach Protesten gegen Nuklearenergie anlässlich des 34. Jahrestages der Nuklearkatastrophe von Tschernobyl. 2017 erregte ein Video in Russland Aufsehen, das zeigt, wie Jelena Ossipowa im Umfeld der Parade am Tag des Sieges für Pazifismus eintritt und dafür von Umstehenden beschimpft wird. Durch ihre unnachgiebige Art und die wiederholten Bilder einer kleinen alten Frau, die von schwerbewaffneten Sicherheitskräften abgeführt wird, wurde Ossipowa zu einem prägenden Gesicht der kritischen Öffentlichkeit ihrer Heimatstadt und mit Beinamen wie „Gewissen von St. Petersburg“ oder „Großmutter der Opposition“ bedacht. 2019 erschien ein Bildband, der ihre Protestaktionen der Jahre 2012 bis 2019 dokumentiert.
In einem Interview für die BBC erklärte Ossipowa, sie habe aus Schock über den Russischen Überfall auf die Ukraine am 24. Februar 2022 drei Tage lang nichts essen können. Am 24. Februar wurde sie von ihrem Protest in einem Polizeifahrzeug nach Hause gefahren. Am 27. Februar 2022 wurde sie in Gewahrsam genommen. Internationale Aufmerksamkeit erhielt Ossipowa für eine erneute Verhaftung am Abend des 2. März 2022, wobei sie in den Medien fälschlicherweise oft mit Zuschreibungen wie „Überlebende der Leningrader Blockade“ (die bereits im Januar 1944 geendet hatte) versehen wurde. Die Bezeichnung Ossipowas als Blokadnitsa (Überlebende der Blockade) geht allerdings bereits auf russische Medien zurück. Nach der Freilassung wurde sie am 11. und ebenso am 13. März 2022 erneut wegen ihres Protests in Gewahrsam genommen,  sie setzte diesen jedoch auch in den Folgemonaten unvermittelt fort. Die Stadt Mailand verlieh Ossipowa für ihren Einsatz und zu Ehren „all jener, welche in Russland gegen den Krieg in der Ukraine protestieren und riskieren, dafür verhaftet zu werden“ die Ehrenbürgerschaft. In einem Interview im April 2022 erklärte sie: „Schon 2014 war mir klar, wohin alles führt. Die meisten meiner Antikriegsplakate sind damals entstanden. Aber niemand glaubte, dass dies passieren könnte.“ Das erste gezeigte Plakat habe sie 2015 gezeichnet. Sie habe schon im ersten Jahr mit der ‚Scheisshaus-Rede‘ Putins alles verstanden gehabt; Mitarbeiter von Sicherheitsbehörden sollten niemals in derart hohe Posten in einem Staat gelangen. Sie tausche nun im Internet freie Informationen mit jungen Leuten aus und empfehle ihnen den Film Der gewöhnliche Faschismus.

„Wenn die Leute sofort angefangen hätten, herauszukommen und zu protestieren, wäre vielleicht alles anders gekommen.“